# Lernaeopoda bidiscalis
Lernaeopoda bidiscalis is een eenoogkreeftjessoort uit de familie van de Lernaeopodidae. De wetenschappelijke naam van de soort is voor het eerst geldig gepubliceerd in 1892 door Kane.